# 流し黐猟
流し黐猟（ながしもちりょう）は、カモなどの水鳥の狩猟法のひとつ。秋から冬、夜間に黐（もち／とりもち）を塗り付けた縄（糯縄）や板を湖沼に流し、カモなどを捕獲する。流黐（ながしもち）とも表記し、冬の季語にもなっている。

## 概略
長縄に鳥黐を塗り付け、暗夜に湖沼や海面に流し、遊泳しているカモを捕獲する。日本では、青森県、茨城県、新潟県、富山県、福井県、岐阜県、滋賀県、京都府、岡山県、島根県、愛媛県などの各地で行なわれたが、千葉県で最も盛んであった。縄は、シュロ縄、藁縄、カヤツリグサ縄、フジ蔓、麻糸などで、これにキリ製の浮きを付ける。アシ、マコモの縄が最上とされた。千葉県では、秋分頃に刈り取ったアシを細く裂いて乾し、これを直径3 mmほどの縄にし、1本の縄の長さは1,500 mとした。縄は苧環（おだまき）の枠に巻き付けて、使用時には水中でも容易に鳥に付くようにこれに種油を混ぜて煮た黐を塗り付ける。
猟は小船で乗り出し、1人は棹を使い、1人は苧環を扱い、水面に黐縄を放流しながら進む。千葉県手賀沼では、沼のほとりのアシのある所で鴨網を張り、同時に流し黐猟を行なった。水面の流し黐に驚いたカモの群れがアシ原に逃げてくると鴨網にかかるので、再び水面に戻るというやり方で、この2つの猟法を用いることで多数のカモを捕獲出来たという。この猟法は、夜半に行ない、また燈火は用いず、静寂の中で行なわれた。